# Mégane Vallet
Mégane Vallet (* 2. Februar 1989 in Metz) ist eine französische ehemalige Handballspielerin.
Die 1,70 m große, auf der Linksaußen-Position spielende französische Jugend- und Junioren-Nationalspielerin spielte zunächst bei Handball Metz Moselle Lorraine. Dort gewann sie zweimal hintereinander die französische Meisterschaft. Zur Saison 2007/08 wechselte Vallet zum deutschen Bundesligisten DJK/MJC Trier. Ab dem Sommer 2015 pausierte sie zunächst und kehrte im Laufe der Saison 2015/16 wieder in den Kader des DJK/MJC Trier zurück. Von 2016 bis 2018 lief sie für die 2. Damenmannschaft des DJK/MJC Trier auf. Danach beendete sie ihre Handballkarriere.
Vallet absolvierte 30 Jugend- und 15 Junioren-Länderspiele für Frankreich.

## Privates
Vallet hat einen Bachelor of Arts in Gesundheitsmanagement in Saarbrücken absolviert.